# Suczki (Ełk)
Suczki (deutsch Sutzken, 1934 bis 1945 Morgengrund) ist ein Dorf in der polnischen Woiwodschaft Ermland-Masuren und gehört zur Gmina Ełk (Landgemeinde Lyck) im Powiat Ełcki (Kreis Lyck).

## Geographische Lage
Suczki liegt am Nordwestufer des Großen Baitkowen-Sees (1938 bis 1945 Großer Baitenberg-See, polnisch Jezioro Bajtkowskie) im südlichen Osten der Woiwodschaft Ermland-Masuren, elf Kilometer südwestlich der Kreisstadt Ełk (Lyck).

## Geschichte
Das kleine vor 1717 Sutzoken, bis 1934 Sutzken genannte Dorf wurde im Jahre 1484 gegründet. Zwischen 1874 und 1945 war es in den Amtsbezirk Baitkowen (polnisch Bajtkowo) eingegliedert, der – 1938 in „Amtsbezirk Baitenberg“ umbenannt – zum Kreis Lyck im Regierungsbezirk Gumbinnen (ab 1905: Regierungsbezirk Allenstein) in der preußischen Provinz Ostpreußen gehörte.
In Sutzken waren im Jahre 1910 insgesamt 126 Einwohner registriert, im Jahre 1933 waren es 135. Aufgrund der Bestimmungen des Versailler Vertrags stimmte die Bevölkerung im Abstimmungsgebiet Allenstein, zu dem Sutzken gehörte, am 11. Juli 1920 über die weitere staatliche Zugehörigkeit zu Ostpreußen (und damit zu Deutschland) oder den Anschluss an Polen ab. In Sutzken stimmten 80 Einwohner für den Verbleib bei Ostpreußen, auf Polen entfielen keine Stimmen.
Am 29. Oktober 1934 wurde Sutzken in „Morgengrund“ umbenannt. Die Einwohnerzahl belief sich 1939 auf 131.
In Kriegsfolge kam das Dorf 1945 mit dem gesamten südlichen Ostpreußen zu Polen und erhielt die polnische Namensform „Suczki“. Heute ist das Dorf Sitz eines Schulzenamtes (polnisch Sołectwo) und als solches eine Ortschaft im Verbund der Gmina Ełk (Landgemeinde Lyck) im Powiat Ełcki (Kreis Lyck), bis 1998 der Woiwodschaft Suwałki, seither der Woiwodschaft Ermland-Masuren zugehörig.

## Kirche
Bis 1945 war Sutzken resp. Morgengrund in die evangelische Kirche Baitkowen (1938 bis 1945 Baitenberg, polnisch Bajtkowo) in der Kirchenprovinz Ostpreußen der Kirche der Altpreußischen Union sowie in die römisch-katholische Kirche St. Adalbert in Lyck im Bistum Ermland eingepfarrt.
Heute gehört Suczki katholischerseits zur Pfarrei Bajtkowo im Bistum Ełk der Römisch-katholischen Kirche in Polen. Die evangelischen Einwohner orientieren sich zur Kirchengemeinde in der Kreisstadt Ełk, einer Filialgemeinde der Pfarrei Pisz (deutsch Johannisburg) in der Diözese Masuren der Evangelisch-Augsburgischen Kirche in Polen.

## Verkehr
Suczki liegt an einer Nebenstraße, die von der Landesstraße 16 bei Ruska Wieś (Reuschendorf) über Mostołty (Mostolten) bis zur Woiwodschaftsstraße 667 bei Bajtkowo (Baitkowen, 1938 bis 1945 Baitenberg) führt. Bajtkowo ist auch die nächste Bahnstation und liegt an der Bahnstrecke Olsztyn–Ełk (deutsch Allenstein–Lyck).